# Kristijan Naumovski
Kristijan Naumovski (in macedone Кристијан Наумовски?; Skopje, 17 settembre 1988) è un calciatore macedone, portiere del DPMM.

## Carriera

### Club

#### Dinamo Bucarest e Levski Sofia
Nel 2010 viene acquistato a titolo definitivo dalla Dinamo Bucarest. Nella stagione 2011-2012 vince la Coppa di Romania, giocando da titolare nella finale derby contro il Rapid Bucarest, vinta 1-0 ed arbitrata dall'italiano Daniele Orsato. Nel luglio successivo, conquista invece la Supercoppa ai danni del Cluj.
Nel 2014 trova un accordo con il Levski Sofia. Con la squadra bulgara però disputa solo 3 gare di campionato e a fine stagione decide di lasciare.

#### Ritorno alla Dinamo e Hong Kong Pegasus
Nel febbraio 2015, torna quindi ancora alla Dinamo Bucarest. Disputando la seconda parte del campionato, ottenendo un 2º posto finale.
Nella stagione successiva, inizia la sua esperienza asiatica con gli Hong Kong Pegasus, nella massima serie dell'omonimo Paese. Dopo due stagioni, nel giugno 2017 rimane svincolato.

#### Birkirkara
Il 1º luglio 2017 viene ufficializzato dai maltesi del Birkirkara con un contratto biennale.

#### Balzan
Al termine del suo contratto, si accorda per la stagione 2019-20 con il Balzan.

### Nazionale
Ha fatto parte della selezione Under 21 macedone dove ha disputato 10 gare dal 2008 al 2010. Nel 2009 ha ottenuto la prima presenza con la nazionale maggiore in amichevole contro il Canada a 7 minuti dalla fine, subentrando a Tome Pacovski. In totale ha disputato 6 gare.

## Statistiche

### Cronologia presenze e reti in nazionale
| Cronologia completa delle presenze e delle reti in nazionale ― Macedonia | Cronologia completa delle presenze e delle reti in nazionale ― Macedonia | Cronologia completa delle presenze e delle reti in nazionale ― Macedonia | Cronologia completa delle presenze e delle reti in nazionale ― Macedonia | Cronologia completa delle presenze e delle reti in nazionale ― Macedonia | Cronologia completa delle presenze e delle reti in nazionale ― Macedonia | Cronologia completa delle presenze e delle reti in nazionale ― Macedonia | Cronologia completa delle presenze e delle reti in nazionale ― Macedonia |
| Data                                                                     | Città                                                                    | In casa                                                                  | Risultato                                                                | Ospiti                                                                   | Competizione                                                             | Reti                                                                     | Note                                                                     |
| ------------------------------------------------------------------------ | ------------------------------------------------------------------------ | ------------------------------------------------------------------------ | ------------------------------------------------------------------------ | ------------------------------------------------------------------------ | ------------------------------------------------------------------------ | ------------------------------------------------------------------------ | ------------------------------------------------------------------------ |
| 14-11-2009                                                               | Skopje                                                                   | Macedonia                                                                | 3 – 0                                                                    | Canada                                                                   | Amichevole                                                               | -                                                                        | 83’                                                                      |
| 14-12-2012                                                               | Adalia                                                                   | Macedonia                                                                | 1 – 4                                                                    | Polonia                                                                  | Amichevole                                                               | -4                                                                       |                                                                          |
| 3-6-2013                                                                 | Malmö                                                                    | Svezia                                                                   | 1 – 0                                                                    | Macedonia                                                                | Amichevole                                                               | -                                                                        | 46’                                                                      |
| 30-5-2014                                                                | Rieti                                                                    | Qatar                                                                    | 0 – 0                                                                    | Macedonia                                                                | Amichevole                                                               | -                                                                        | 46’                                                                      |
| 18-6-2014                                                                | Shenyang                                                                 | Cina                                                                     | 2 – 0                                                                    | Macedonia                                                                | Amichevole                                                               | -2                                                                       |                                                                          |
| 30-3-2015                                                                | Skopje                                                                   | Macedonia                                                                | 0 – 0                                                                    | Australia                                                                | Amichevole                                                               | -                                                                        | 46’                                                                      |
| 22-10-2022                                                               | Abu Dhabi                                                                | Arabia Saudita                                                           | 1 – 0                                                                    | Macedonia del Nord                                                       | Amichevole                                                               | -                                                                        | 58’                                                                      |
| Totale                                                                   |                                                                          | Presenze                                                                 | 7                                                                        |                                                                          | Reti                                                                     | -6                                                                       |                                                                          |

## Palmarès
- Cupa României: 1

Dinamo Bucarest: 2011-2012
- Supercupa României: 1

Dinamo Bucarest: 2012
- Campionato macedone: 1

Shkupi: 2021-2022